# Danse mystique
La Danse mystique est un poème symphonique de la compositrice française Charlotte Sohy, composé en 1922 et créé en 1923.

## Contexte et création
Charlotte Sohy compose sa Danse mystique en 1922. L'œuvre est créée le 14 janvier 1923 par Camille Chevillard aux concerts Lamoureux.
Paul Bertrand parle, dans Le Ménestrel, d'une œuvre d'une « fâcheuse insignifiance », alors que Le Gaulois préfère le programme à la partition,.

## Analyse
Le poème symphonique se compose de deux mouvements opposés : tandis que la danseuse est de plus en plus faible, la nature, elle, rayonne de plus en plus.
La partition, l'opus 19 de la compositrice, est d'une durée approximative de dix minutes.

## Discographie
- César Franck (Le Chasseur maudit), Ernest Guiraud (Ouverture d'Arteveld), Lili Boulanger (D'un matin de printemps), Vincent d'Indy (Istar), Paul Dukas (L'Apprenti sorcier), Alfred Bruneau (La Belle au bois dormant), Augusta Holmès (La Nuit et l'Amour), Mel Bonis (Le Rêve de Cléopâtre), Henri Duparc (Aux étoiles), Ernest Chausson (Viviane), Charlotte Sohy (Danse mystique), Emmanuel Chabrier (España), Victorin Joncières (La Toussaint), Camille Saint-Saëns (Danse macabre), Henri Rabaud (La Procession nocturne), in Aux étoiles, French Symphonic Poems, Orchestre national de Lyon, Nikolaj Szeps-Znaider (dir.), 2 CD, Bru Zane, 2023[5],[6].